# نایجل بروس
ویلیام نایجل ارنل بروس بیشتر شناخته‌شده با نام نایجل بروس (۴ فوریه ۱۸۹۵ – ۸ اکتبر ۱۹۵۳) بازیگر سینما و تئاتر انگلیسی بود.
او بیش از هر چیز به خاطر ایفای نقش دکتر واتسن در مجموعه فیلم‌های شرلوک هولمز (در کنار بازیل رتبون) معروف است. فیلم های این مجموعه شامل: شرلوک هولمز و سلاح سری، شرلوک هولمز و بانگ وحشت، شرلوک هولمز و خانه وحشت، درنده باسکرویل، شرلوک هولمز در واشنگتون، ماجراهای شرلوک هولمز، شرلوک هولمز با مرگ روبه‌رو میشود، زن عنکبوتی، پنجه سرخ، مروارید مرگ، زنی در جامه سبز، تعقیب در الجزایر، وحشت نیمه‌شب، فرشته سپید، کارهای ناشایست جولیا و نفرین‌شده می‌شود و بسیاری دکتر واتسن را با چهره او می‌شناسند.
او در دو فیلم مشهور از آلفرد هیچکاک، کارگردان مشهور بریتانیایی، به نام‌های ربکا و سوء ظن نیز نقش‌آفرینی کرده است.